# 蒔田実
蒔田 実（まきた みのる、1948年9月26日 - ）は、日本の剣道家。段位は範士八段。前国際武道大学学長。

## 職歴
- 1948年9月26日 - 大阪府大阪市に生まれる。
- 1964年4月- ＰＬ学園高等学校に入学。
- 1967年4月 - 東海大学体育学部に入学。
- 1971年4月 - 日本運送（株）（現フットワークエクスプレスに入社。
- 1983年4月 - 東海大学　助教授
- 1984年4月 - 国際武道大学　助教授
- 2011年4月 - 国際武道大学　学長
- 2015年3月 - 国際武道大学　学長　を退任

## 競技歴
- 1966年8月 - 全国高等学校総合体育大会剣道の部（岩手県盛岡市）個人優勝
- 1969年7月 - 全日本学生剣道選手権大会　個人３位
- 1971年～1980年 - 全日本実業団剣道大会　団体優勝４回
- 1982年8月 - 第5回世界剣道選手権大会（ブラジル・サンパウロ）個人優勝
- 2002年11月 - 全剣連50周年記念剣道八段選抜優勝大会　個人準優勝

## 社会活動
- 2003年4月 ～　千葉県学生剣道連盟　会長　現在に至る
- 2005年4月 ～　千葉県剣道連盟　理事　現在に至る
- 2005年4月 ～　千葉県剣道連盟　審議員　現在に至る

## 表彰
- 昭和57年度文部省制定スポーツ功労賞　受賞